# Crash Bandicoot Nitro Kart 2
Crash Bandicoot Nitro Kart 2 es un videojuego móvil de simulación de carreras arcade desarrollado por el estudio sueco Polarbit y publicado por la editorial estadounidense Activision. Parte de la serie Crash Bandicoot y es secuela de Crash Bandicoot Nitro Kart 3D; Nitro Kart 2 utiliza elementos de juegos anteriores de la serie, como diseños de personajes y Kart de carreras. El juego fue lanzado el 27 de mayo de 2010 en la tienda de aplicaciones digitales App Store para dispositivos móviles con el sistema operativo iOS; iPhone y iPod touch. El juego se destaca por ser el último título lanzado en la serie Crash Bandicoot durante mucho tiempo, hasta que se lanzó Crash Bandicoot N. Sane Trilogy siete años después, el 30 de junio de 2017.
En su mayor parte, Nitro Kart 2 tiene la misma jugabilidad que Nitro Kart 3D, así como otros juegos de carreras de karts. El jugador tiene el control de uno de los diez personajes, cada uno con sus propias características de conducción y un mapa que se puede desbloquear para que lo usen otros personajes. Las carreras se llevan a cabo en una de las doce pistas disponibles, que están equipadas con obstáculos y bonificaciones especiales que te permiten obtener una ventaja en la carrera. Una diferencia importante con respecto a Nitro Kart 3D fue la presencia de un modo de juego multijugador a través de Wifi, que permite organizar carreras conjuntas para hasta cuatro jugadores, así como la presencia de dos tipos de control para elegir: usando un giroscopio y utilizando la pantalla táctil.
Crash Bandicoot Nitro Kart 2 recibió críticas en su mayoría positivas de los periodistas de juegos. Entre las ventajas, los revisores enumeraron gráficos que mejoraron notablemente en comparación con el juego anterior, el diseño visual, el diseño de la pista, la banda sonora de Gabriel Mann y Rebecca Newble, una amplia variedad de modos de juego, la presencia del modo multijugador en línea, el cumplimiento de los estándares del género de carreras arcade y valor de repetición. Las desventajas de Nitro Kart 2 fueron controles de giroscopio inconvenientes, mayor dificultad, precio inflado de $ 10, caídas de velocidad de fotogramas y falta de originalidad en el juego. Además, los revisores han comparado repetidamente el juego con otros proyectos del mismo género como Mario Kart DS o Shrek Kart.

## Jugabilidad
Crash Bandicoot Nitro Kart 2 tiene mucho de la misma jugabilidad que Crash Bandicoot Nitro Kart 3D. El juego pertenece al género de carreras de karts y es un típico representante de la misma: el jugador toma el control de uno de los personajes disponibles y compite con otros corredores en los kart. Durante la carrera, el jugador puede saltar, patinar, frenar y acelerar. La aceleración ocurre debido a un salto desde superficies altas, en contacto con placas verdes especiales o con la ayuda de una bonificación seleccionada. Hay dos tipos de control de kart en Nitro Kart 2: usando un giroscopio (el jugador inclina el teléfono en una dirección u otra para girar el volante virtual) o usando la pantalla táctil (el volante se gira deslizando un dedo sobre un deslizador especial en la parte inferior izquierda de la pantalla).
Se colocan obstáculos en las vías, una vez en los cuales, el personaje se atasca o pierde velocidad por un tiempo. La ruta en las pistas no es lineal: hay atajos que permiten tomar atajos y adelantar a los rivales; sin embargo, estas rutas tienen más obstáculos, lo que las hace más difíciles de recorrer. También en las pistas hay potenciadores, hechos en forma de cajas de la serie Crash Bandicoot. El jugador puede recogerlos conduciendo a través de ellos y obtener un arma que puede aturdir a los oponentes o un potenciador como un aumento de velocidad. Además de las bonificaciones, las frutas wumpa se encuentran dispersas en las pistas, tanto individualmente como en cajas especiales que contienen varias frutas a la vez. Si recolectas diez frutas Wumpa, mejorarán el efecto de las bonificaciones. Las frutas recolectadas se pierden al atacar a los oponentes o al chocar con la cerca de la pista. Hay un total de 12 pistas diferentes disponibles en Nitro Kart 2.
Al jugador se le presentan ocho modos de juego diferentes para elegir, pero no todos están disponibles desde el comienzo del juego, y deben abrirse adicionalmente:
- «Cup» — un minitorneo de carreras en tres pistas diferentes. La victoria basada en los resultados de tres carreras se calcula según el lugar que ocupó el jugador en cada carrera individual. Hay cuatro tazas en total.[9][10]
- «Mission» — una carrera única, durante la cual al jugador se le asigna una tarea adicional: desde recolectar una cierta cantidad de elementos en la pista hasta realizar varios trucos.[9] Por completar misiones, el jugador es recompensado con los puntos necesarios para desbloquear nuevos personajes y karts.[4] Hay un total de 12 misiones en el juego, una para cada pista.[8]
- «Eliminator» — es una carrera normal, pero con una condición adicional: después de cada vuelta, el corredor que ocupa el último lugar según los resultados de la vuelta es eliminado del juego. El único corredor restante gana.[4][11][9]
- «Time Attack» — un modo en el que es necesario terminar la carrera en el menor tiempo posible,[9] mientras solo el jugador participa en la carrera. Al final de la carrera, el resultado del jugador se guarda en forma de un «fantasma», que puede reproducirse en carreras futuras como oponente.[10]
- «Collector» — una carrera durante la cual debes recolectar tantos elementos como sea posible esparcidos en la pista. El jugador puede arrebatárselos a sus rivales atacando a otros ciclistas con potenciadores y recogiendo objetos caídos.[10] El ganador es el que recoge la mayor cantidad de artículos al final de la carrera.[9]
- «Arcade» — es un modo en el que el jugador debe recorrer las 12 pistas del juego en un tiempo limitado. Si la cuenta atrás llega a cero, el jugador pierde. Si la vuelta se completa con éxito, se otorga el tiempo extra requerido para completar el modo.[4][9]
- «Skill» — es un modo para jugadores profesionales en el que una conducción precisa y eficiente se recompensa con puntos. Según los resultados de la carrera, el número de puntos obtenidos se registra en la tabla de récords.[4][9]
- «Multiplayer» — es una innovación en Nitro Kart 2, que no estaba en Nitro Kart 3D. Permite jugar con otros jugadores, ya sea localmente mediante Bluetooth u online mediante Wifi. En una sesión de juego pueden participar hasta cuatro personas.[12][13] Como parte de los modos multijugador están disponibles en «Collector», «Eliminator» y «Versus».[5][8]

### Personajes
En total, el jugador tiene diez personajes para elegir: cuatro están disponibles al comienzo del juego y seis más se desbloquean a medida que puntúan en el modo Misión. Cada uno de los pilotos tiene sus propias características de conducción en tres escalas: «Velocidad», «Aceleración» y «Grip». Además, cada personaje tiene una carta. Más tarde, las cartas de cada personaje se pueden abrir para que las utilicen otros personajes. Dependiendo del kart, también cambian las características de conducción del conductor. Además de los personajes más populares de la serie como Crash, Coco y Cortex, regresó al juego la heroína Panda Yaya, que debutó en el juego móvil Crash Nitro Kart 2 de IP4U, y luego apareció en Crash Bandicoot Nitro Kart 3D de Polarbit.
- Crash Bandicoot
- Coco Bandicoot
- Doctor Neo Cortex
- Nina Cortex
- Ripper Roo[a]
- Crunch Bandicoot[a]
- Doctor N. Gin[a]
- Pura[a]
- Tiny Tiger[a]
- Panda Yaya[a]

## Desarrollo y lanzamiento
El desarrollo de Crash Bandicoot Nitro Kart 2 estuvo a cargo del estudio sueco Polarbit, especializado en juegos para móviles. Anteriormente, el mismo estudio creó Crash Bandicoot Nitro Kart 3D, el primer simulador de carreras móvil en 3D basado en la serie Crash Bandicoot. Nitro Kart 3D logró cierto éxito, convirtiéndose en el juego más vendido en la App Store en abril de 2009. Tommy Forslund, director de proyectos de Polarbit, habló positivamente sobre trabajar con Vivendi, editor de Nitro Kart 3D. El 10 de julio de 2008, tres meses después del lanzamiento de Nitro Kart 3D, se completó la fusión de Vivendi con la empresa que lo compró, Activision. El 6 de abril de 2010, en una entrevista con la publicación alemana MacNotes, Tommy Forslund mencionó que se estaba desarrollando una aplicación basada en una franquicia de terceros, cuyo anuncio se suponía que tendría lugar «en el próximo mes o dos». Así, Nitro Kart 2 se convirtió en el primer juego de la serie publicado por Activision.
A diferencia de Nitro Kart 3D, que utilizaba versiones simplificadas de pistas de Crash Tag Team Racing, en Nitro Kart 2 cada pista se hizo desde cero y con un tema u otro, la mayoría de las veces inspirada en niveles de juegos de la serie Crash Bandicoot, como playas, selvas o ruinas de templos. Sin embargo, también hay pistas realizadas con temas que no son típicos de la serie en su conjunto, como una casa encantada, un pantano y una pista de estilo griego. Los diseños de niveles también son más detallados que en Nitro Kart 3D. A su vez, la apariencia de los héroes no fue tomada prestada de Crash of the Titans y Crash: Mind Over Mutant, como en carreras móviles anteriores de la serie, y de carreras anteriores, incluido Crash Twinsanity. El diseño de los coches fue tomado de Crash Tag Team Racing, pero fue ligeramente modificado para adaptarse mejor a la apariencia del kart. Al igual que otros proyectos de Polarbit, el juego utiliza el motor Fuse.
La banda sonora del juego fue compuesta por Gabriel Mann y Rebecca Newble, exmiembros de Spiralmouth, los autores de la música de Crash Twinsanity. A diferencia de Twinsanity, cuya banda sonora fue grabada completamente a capela,  la música en Nitro Kart 2 es instrumental, y solo el tema del título se reproduce en el menú principal del juego con la voz de Gabriel cantando la melodía del tema de Twinsanity. Newble dijo que a ella y a Mann los productores del juego anterior les ofrecieron trabajar en Nitro Kart 2, con quienes los músicos habían colaborado durante muchos años. Antes de esto, Mann y Newble ya habían compuesto música para juegos de ordenador fuera de Spiralmouth: escribieron la banda sonora de la trilogía The Legend of Spyro, un reinicio de la serie Spyro el dragón.
El juego fue lanzado el 27 de mayo de 2010 en la App Store. El precio inicial del juego era de 10 dólares, lo que los periodistas y jugadores consideraron elevado para un juego móvil. Durante algún tiempo, los desarrolladores apoyaron el juego, lanzando actualizaciones y realizando promociones con reducciones de precio hasta 2012, sin embargo, con el lanzamiento de la última actualización, el juego fue abandonado y luego completamente eliminado de la App Store. Sin embargo, los usuarios que compraron el juego anteriormente aún pueden ejecutarlo, pero debido a la falta de actualizaciones, solo se ejecutará en versiones anteriores de iOS. Durante mucho tiempo, fue el último proyecto lanzado de la serie Crash Bandicoot, hasta que siete años después, el 30 de junio de 2017, se lanzó Crash Bandicoot N. Sane Trilogy. El siguiente juego móvil de la serie después de Nitro Kart 2 fue el corredor Crash Bandicoot: On the Run!, publicado el 22 de abril de 2020.

## Recepción
Crash Bandicoot Nitro Kart 2 recibió críticas generalmente positivas de los periodistas especializados en videojuegos. La calificación del juego en el agregador Metacritic fue de 77 puntos sobre 100 posibles según 7 reseñas, 5 de las cuales fueron positivas y 2 mixtas. Nitro Kart 2 también fue nombrado uno de los «Mejores juegos de carreras móviles» por Kotaku, ocupando el segundo lugar entre las aplicaciones de iOS, por delante de Rally Master Pro de Fishlabs, pero perdió el primer puesto ante el Real Racing de Firemint. En una lista similar de Pocket Gamer, «Los 10 mejores juegos de carreras para iPhone y iPad», el juego ocupó el tercer lugar, detrás de DrawRace 2 de Ubisoft RedLynx y la secuela Real Racing.
Levi Buchanan de IGN como muchos otros críticos, comparó Nitro Kart 2 con la serie Mario Kart, considerada la fundadora del género de carreras de karts. El periodista calificó a Mario Kart como el estándar del género y, considerando que un juego de esta serie nunca se lanzaría para iPhone, invitó a los lectores a probar Nitro Kart 2. Destacó el éxito de la primera parte, Crash Bandicoot Nitro Kart 3D, que, entre otros juegos móviles, ayudó a promover el iPhone como un dispositivo de juego completo. Sin embargo, señaló que la secuela no añade nada fundamentalmente nuevo y sólo corrige algunos defectos técnicos del original, incluidos los gráficos mediocres. Calificó el juego como un digno representante del género, pero se quejó de la falta de algo original que hiciera que Nitro Kart 2 se destacara de otros juegos de carreras de karts para iPhone.
Mitch Dyer de GamesRadar también se quejó de la naturaleza «estándar» del juego y de la falta de innovaciones «revolucionarias», pero el tono general de la revisión fue positivo. Describió Nitro Kart 2 como un juego colorido, sencillo y divertido, cuya principal ventaja es su adherencia a los cánones del género y el sentimiento de nostalgia que evoca, tanto por los juegos de Crash Bandicoot en PlayStation, como por los de Mario Kart en la Super Nintendo. «Es una zona de confort nostálgica que podemos guardar en nuestro bolsillo», escribió Dyer. El periodista también destacó las pistas de carreras sorprendentemente bien hechas: lo suficientemente simples como para que no tengas que preocuparte por los obstáculos a lo largo de la ruta, pero lo suficientemente desafiantes como para que los jugadores experimentados noten bifurcaciones y atajos llenos de potenciadores y armas.
Jared Nelson, que escribe para TouchArcade, señaló que la secuela toma los mejores elementos del primer juego y los mejora, al mismo tiempo que agrega una gran cantidad de contenido nuevo. Entre las ventajas de Nitro Kart 2, Nelson mencionó hermosos gráficos y diseño visual, soporte para juegos multijugador en línea y muchos modos de juego diferentes, pero se quejó de la excesiva complejidad de algunos de ellos. El periodista señaló que los modelos de personajes y karts se han vuelto mucho mejores que en la parte anterior, gracias a una mayor cantidad de polígonos. La banda sonora también recibió críticas positivas. El crítico recomendó Nitro Kart 2 a todos los fanáticos de la primera parte y a aquellos que buscan un juego de carreras de karts en la App Store. Nelson consideró que el juego era lo más parecido posible a la versión para iPhone de Mario Kart DS en la consola portátil Nintendo DS.
Jim Squires de Gamezebo le dio a Crash Bandicoot Nitro Kart 2 una crítica positiva y también lo comparó con Mario Kart DS. Squires elogió la música pegadiza, las imágenes y la variedad de modos de juego del juego. Por otra parte, el crítico destacó el modo de juego multijugador en línea, que calificó como la mejora más importante en Nitro Kart 2 en comparación con partes anteriores de la serie. La jugabilidad se evaluó de manera más reservada. Si bien Jim elogió el diseño de las pistas, señaló que hay lugares en ellas donde es fácil quedarse atascado debido a la falta de control de marcha atrás en el kart. «Dado que el juego no te permite conducir en reversa, no podrás retirarte rápidamente y regresar a la pelea. Puedes pasar unos diez segundos intentando salir de la trampa, pero cuando estés libre, no podrás alcanzarlo», escribió Squires.
Kyle Hilliard, crítico del sitio web Game Chronicles, criticó completamente los controles, calificándolos como la desventaja más significativa del juego, y ambos métodos de control fueron recibidos negativamente: tanto usando un giroscopio como usando una pantalla táctil. Controlar el giróscopo implica inclinar el teléfono en una dirección u otra y, como señala el autor, esto dificulta concentrarse en lo que sucede en la pantalla. También notó caídas en la velocidad de fotogramas cuando hay otros corredores en la pantalla. Al igual que otros periodistas, Hilliard consideró que las ventajas de Nitro Kart 2 eran los gráficos «caricaturizados», los modos de juego, incluso en línea, y la música, que calificó de «fenomenal». «Realmente no es culpa del juego, es culpa de la plataforma. Estos juegos no funcionan bien en el iPhone», concluye Hilliard.